# Jo confesso
«Я сповідуюсь» (кат. Jo confesso) — останній роман іспанського (каталонського) письменника Жауме Кабре, перекладений двома десятками мов. Вперше опублікований в Каталонії в 2011 році. 

## Про книгу
Автор описує закономірність та взаємопов'язаність речей та людей у світі. Долю, що об'єднує різних людей, котрі за звичайних умов ніколи не перетнулись би. Про зло, уособлене у книзі через скрипку, яке крізь віки неодноразово визначало майбутнє для всіх її власників. 

## Сюжет
Історія про поліглота, музиканта, мистецтвознавця Адріа Ардевола, котрий починає втрачати пам'ять. Він пише мемуари, пригадує свою сім'ю: суворого ерудованого батька-колекціонера Фелікса, прагматичну матір, добродушну няню Лолу. Однак, що найважливіше, — згадує про Сторіоні, скрипку неабиякої цінності. Будучи найбільшим скарбом у колекції, найзначнішим досягненням життя Фелікса, вона слугує і причиною його загадково-трагічної смерті.

## Про автора
Жауме Кабре — філолог (каталонська мова), письменник і сценарист. Його твори перекладені близько 20 мовами світу. 
Народився в Таррасі у 1947 році. Випускник Барселонського університету, факультет каталонської філології. Працює над розвитком і поширенням каталонської мови. Був одним із засновників першого каталонського телешоу La Granja (1989-1992). 

## Цитати
А чому, блін, на українській сторінці цитати російською?
- «Я вечно не в том возрасте. То слишком молод, то слишком стар».
- «Настоящее искусство рождается из разочарования».
- «Важнее не сами вещи, а те фантазии, которые мы с ними связываем. Именно это и делает каждого из нас личностью».
- «… произведение искусства рождается от неудовлетворенности. На сытый желудок не творят, а спят».
- "Я читаю каждый день и каждый день понимаю, что еще ничего не прочитал.
- «Книга, которая недостойна того, чтобы ее перечитали, тем более не заслуживает того, чтобы ее вообще читали. Но пока мы ту книгу не прочтем, мы не знаем, достойна ли она быть прочитанной еще раз».